# Edelweißspitze
De Edelweißspitze is een bergtop ten noordoosten van de Großglockner bij het dorpje Fusch an der Großglocknerstraße in natuurgebied Hohe Tauern te Oostenrijk. De Edelweißspitze is het hoogste punt van de Großglockner Hochalpenstraße.
De bergtop is sinds de aanleg van de Hochalpenstraße opengesteld voor toeristen als uitzichtpunt en bereikbaar met de auto. De weg naar de top is net als de Hochalpenstraße geopend in 1935 en bestaat uit een 1,5 km lange weg. De weg heeft 7 haarspeldbochten en het wegdek is gemaakt van kassei. De maximale helling is 14% en de top wordt door zeer veel motorrijders en fietsers gezien als einddoel. De weg is afgesloten voor auto's met aanhangers en reisbussen.
Boven op de berg ligt een parkeerplaats, staat een uitkijktoren waar men uitzicht heeft op 30 bergen van meer dan 3000 meter, en er bevinden zich een souvenirwinkeltje en het restaurant Edelweißhütte. Oorspronkelijk was de berg 2577 meter hoog maar bij de aanleg van de parkeerplaats is de top 6 meter afgegraven.

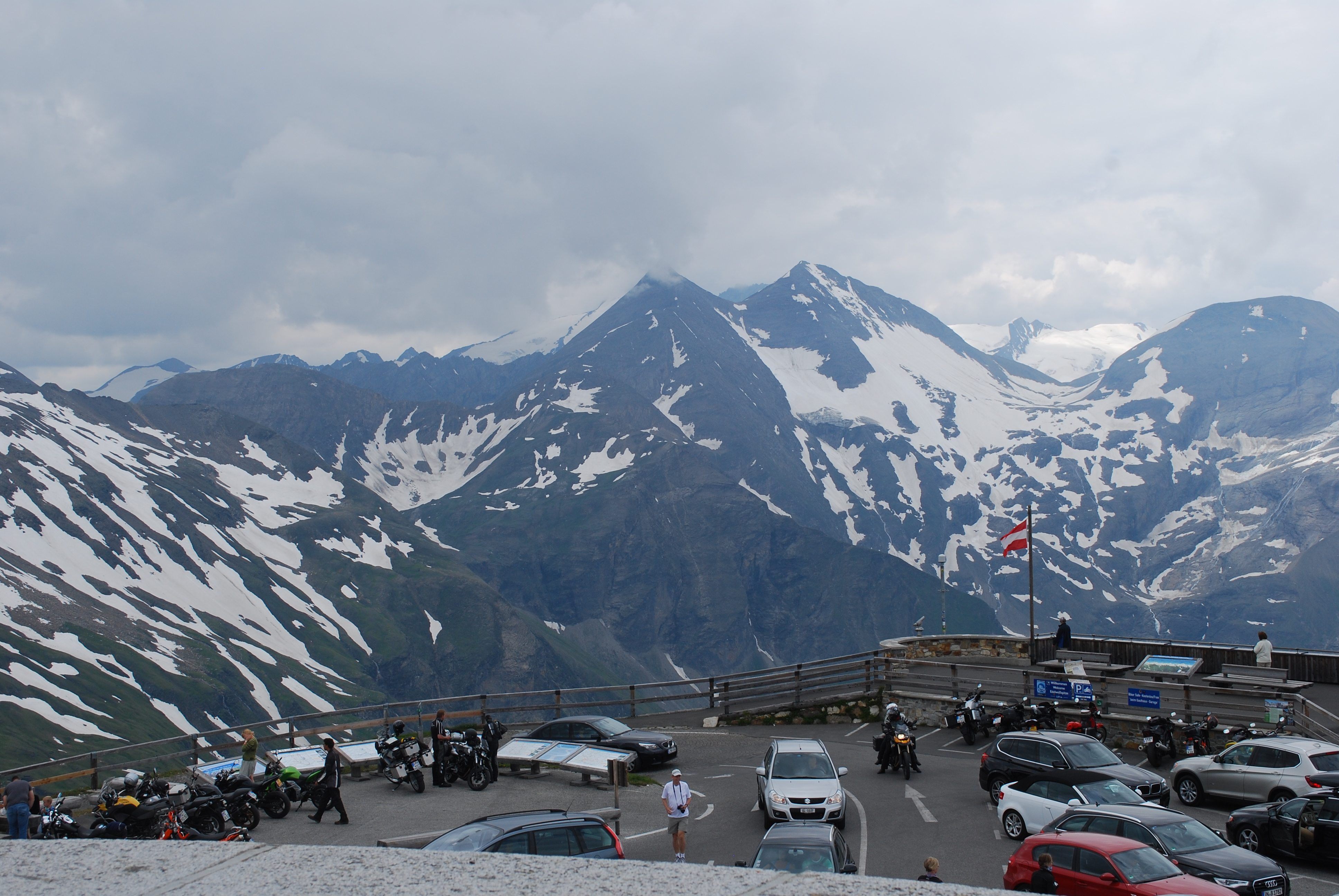
De parkeerplaats op de Edelweißspitze